# Matteo Berrettini
Matteo Berrettini, né le 12 avril 1996 à Rome, est un joueur de tennis italien, professionnel depuis 2015.

## Biographie

### Carrière
Il se révèle en 2017, année au cours de laquelle il remporte le tournoi Challenger de San Benedetto et dispute deux autres finales à Portorož et Istanbul.
En 2018, il s'illustre de nouveau en Italie en s'imposant à Bergame en février. Il atteint ensuite la finale à Irving. Sur le circuit ATP, il parvient à se qualifier à plusieurs tournois puis passe le premier tour du Rome où il bat Frances Tiafoe. À Roland-Garros, il franchit deux tours avant de s'incliner contre Dominic Thiem. Sur le gazon de Wimbledon, il bat Jack Sock au premier tour en cinq sets (6-75, 6-73, 6-4, 7-5, 6-2). Fin juillet, il remporte son premier tournoi en simple à Gstaad contre Roberto Bautista-Agut. Il s'impose aussi en double avec Daniele Bracciali. Il est le premier joueur à réaliser le doublé depuis Alexander Zverev à Montpellier en 2017.

#### 2019. Deux titres ATP 250, demi-finale à l'US Open, entrée dans le top 10 et qualification pour le Masters
Le 28 avril 2019, Matteo Berrettini remporte le deuxième titre de sa carrière sur le circuit ATP, à l'occasion de l'Open de Hongrie, où il bat en finale le Serbe Filip Krajinović, issu des qualifications, malgré la perte du premier set (4-6, 6-3, 6-1). Dès la semaine suivante, il enchaine avec une nouvelle finale dans un ATP 250, lors du tournoi de Munich. Il y domine notamment l'Espagnol Roberto Bautista-Agut en demi-finale (6-4-6-2) mais s'incline ensuite devant le Chilien Cristian Garín (1-6, 6-3, 61-7), sa première finale perdue sur le grand circuit. À Roland-Garros, il est tête de série numéro 29 (alors classé 31e à l'ATP) mais est éliminé au deuxième tour par le Norvégien Casper Ruud, en trois sets (4-6, 5-7, 3-6).
En juin, Matteo Berrettini remporte son troisième titre en carrière à Stuttgart aux dépens du jeune canadien Félix Auger-Aliassime en deux sets (6-4, 7-6). Deuxième tournoi remporté en 2019, c'est également son tout premier sur gazon. Au Tournoi de Halle, l'Italien réalise un parcours honorable en éliminant notamment son compatriote Andreas Seppi puis Karen Khachanov avant de s'incliner en demi-finale face au Belge David Goffin (7-64, 6-3),. L'Italien confirme sa bonne forme sur gazon lorsqu'il atteint la deuxième semaine au tournoi de Wimbledon ; c'est alors la première fois de sa carrière qu'il franchit le stade du troisième tour en Grand Chelem. Pour y parvenir, Berrettini élimine d'abord Aljaž Bedene (3-6, 6-3, 6-2, 7-63) puis Márcos Baghdatís qui disputait le dernier match de sa carrière (6-1, 7-64, 6-3) et la tête de série no 24 Diego Schwartzman (65-7, 7-62, 4-6, 7-65, 6-3). En huitième de finale, la marche semble trop haute face à l'octuple vainqueur et maître des lieux Roger Federer, qui le balaye sur le score sec de 6-1, 6-2, 6-2.
L'Italien se présente à l'US Open après une tournée américaine d'été sans résultats notoires. Il y atteint le stade des demi-finales, après avoir battu en quart de finale le Français Gaël Monfils au tie-break du cinquième set, pour s'incliner face à Rafael Nadal. Tête de série no 24, Berrettini avait écarté dans les tours précédents Richard Gasquet (6-4, 6-3, 2-6, 6-2), Jordan Thompson (7-5, 7-65, 4-6, 6-1), Alexei Popyrin (6-4, 6-4, 63-7, 7-62) et Andrey Rublev (6-1, 6-4, 7-66). Cette performance lui permet d'intégrer pour la première fois le top 10 mondial,.
Il atteint également les demi-finales au Master 1000 de Shanghai en battant notamment l'Espagnol Roberto Bautista-Agut en huitièmes, et l'Autrichien Dominic Thiem, pour s'incliner face à l'Allemand Alexander Zverev.
Ses bons résultats lui permettent de participer pour la première fois aux ATP Finals 2019 où il est éliminé dès la phase de poules avec une victoire et deux défaites. Il termine aussi la saison dans le top 10 mondial, se positionnant à la huitième place.

#### 2020. Résultats moyens, 1/4 à Rome, 1/8 à Cincinnati et l'US Open
Après s'être retiré de l'édition 2020 de l'ATP Cup en raison de problèmes physiques, il commence la saison directement à l'Open d'Australie, Berrettini bat sans trop de difficulté l'invité local Andrew Harris en trois sets consécutifs (6-1, 6-3, 6-1) avant de s'incliner face à l'Américain Tennys Sandgren dès le second tour en cinq sets (67-7, 4-6, 6-4, 6-2, 5-7). Après le retour de la tournée à la suite de l'arrêt de l'ATP Tour en raison de la pandémie du COVID-19, il remporte l'Ultimate Tennis Showdown face à Stéfanos Tsitsipás, une compétition organisée par Patrick Mouratoglou, en réponse de la perturbation de la saison de tennis due à la pandémie du COVID-19. Au Masters de Cinncinati, il arrive en huitièmes de finale après avoir battu rudement Emil Ruusuvuori (6-4, 63-7, 7-5) il se fera eliminer par Reilly Opelka (3-6, 64-7) .
À l'US Open, il atteint les huitièmes de finales sans perdre un set contre Go Soeda (7-65, 6-1, 6-4), Ugo Humbert (6-4, 6-4, 7-66) et pour finir Casper Ruud (6-4, 6-4, 6-2). Il se fait par la suite sortir par Andrey Rublev en quatre sets (6-4, 3-6, 3-6, 3-6) lors d'un match revanche du huitième de l'année précédente.
Au Masters de Rome, il atteint pour la première fois les quarts en ayant battu Federico Coria (7-5, 6-1) et son compatriote Stefano Travaglia (7-65, 7-61) s'inclinant par la suite face à Casper Ruud. À Roland-Garros, Berrettini se qualifie jusqu'au troisième tour, il bat Vasek Pospisil en trois sets (6-1, 6-3, 6-1) et Lloyd Harris (6-4, 4-6, 6-2, 6-3) puis se fait sortir en trois sets par le qualifié Daniel Altmaier. Au Masters de Paris, il perd contre Marcos Giron dès le premier tour, invoquant des douleurs physiques. 
Malgré ses faibles résultats, Berrettini termine la saison dans le top 10 pour la deuxième année consécutive (en raison de ses points de la saison 2019 protégés par les changements de classement post COVID-19).

#### 2021. Meilleure saison:1refinalede Grand Chelem à Wimbledon,1refinalede Masters 1000 à Madrid, titre le plus prestigieux au Queen's et régularité en Grand Chelem
Début de la saison avec l'ATP Cup pour des victoires sur Dominic Thiem, Gaël Monfils et Roberto Bautista-Agut sans perdre un set. Cependant, l'Italie s'incline en finale face à la Russie de Medvedev et Rublev.
Matteo Berrettini est contraint au forfait alors qu'il est qualifié pour les huitièmes de finale de l'Open d'Australie en raison d'une blessure aux abdominaux.
Le 25 avril, Berrettini remporte son quatrième titre sur le circuit ATP lors du tournoi de Belgrade, battant en finale le Russe Aslan Karatsev en trois sets (6-1, 3-6, 7-60). 
Au Masters de Madrid, il passe tranquillement son compatriote Fabio Fognini, puis le qualifié Federico Delbonis, par la suite, Cristian Garín (5-7, 6-3, 6-0) et Casper Ruud (6-4, 6-4) pour se qualifier à sa première et unique finale en Masters 1000,. Il est battu (7-68, 4-6, 3-6) en 2 h 40 de jeu par Alexander Zverev. À Roland-Garros, il se qualifie en quarts de finale à la suite du forfait de Roger Federer,. Il fait face au numéro 1 mondial, Novak Djokovic, perdant (3-6, 2-6, 7-65, 5-7) en trois heures et demi mais avec beaucoup de résistance dans les troisième et quatrième manches, malgré la période de couvre-feu.
Tête de série no 1, il gagne le tournoi du Queen's sur gazon, en battant sur son chemin Stefano Travaglia, le champion Britannique Andy Murray (6-3, 6-3), après Daniel Evans et Alex de Minaur. Enfin pour la finale, il fait face à un autre Britannique Cameron Norrie, qu'il bat en trois sets le 20 juin.
Lors du tournoi de Wimbledon, il pratique un super tennis et réalise un grand parcours. Il perd un set contre Guido Pella au premier tour, puis se qualifie sans perdre un set pour les quarts de finale en battant Botic van de Zandschulp, Aljaž Bedene et Ilya Ivashka. Il retourne en demie de Grand Chelem en battant Félix Auger-Aliassime (6-3, 5-7, 7-5, 6-3) en un peu plus de trois heures,, et passe la vitesse supérieure en se qualifiant à sa première et unique finale de Grand Chelem après sa victoire (6-3, 6-0, 63-7, 6-4) en 2 h 37 de jeu sur Hubert Hurkacz, vainqueur de Roger Federer au tour précédent. Premier Italien à atteindre ce stade de la compétition en Grand Chelem depuis Adriano Panatta en 1976 à Roland-Garros,,, il est battu par le numéro 1 mondial, Novak Djokovic (7-64, 4-6, 4-6, 3-6) en 3 h 24 malgré le gain de la première manche.
À l'US Open, il passe Jérémy Chardy, Corentin Moutet, Ilya Ivashka et Oscar Otte pour atteindre les quarts. Mais il s'incline pour la troisième fois consécutives en Grand Chelem cette saison contre Novak Djokovic.
Sur dur indoor, il fait un gros match qu'il perd contre Carlos Alcaraz à Vienne. Enfin il abandonne lors de son premier match contre Alexander Zverev lors des ATP Finals à Turin en Italie.

#### 2022. 1/2 finale à l'Australian Open, meilleur classement en carrière puis blessures
Matteo Berrettini commence la saison 2022 à l'ATP Cup en jouant sous le drapeau italien. Il est battu par Alex de Minaur (3-6, 64-7), ensuite il bat Ugo Humbert (6-4, 7-66) et il est battu par Daniil Medvedev (2-6, 7-65, 4-6).
Il joue le premier Grand Chelem de l'année, l'Open d'Australie en étant la 7e tête de série. Il atteint pour la première fois les demi-finales en battant notamment au troisième tour, en cinq manches, le jeune Espagnol Carlos Alcaraz. Il se fait éliminer par le futur vainqueur du tournoi, Rafael Nadal. Grâce à sa performance, il se hisse au 6e rang mondial.
Matteo Berrettini poursuit sa saison sur la terre battue de Rio. Le numéro 1 italien se rend en quart de finale en battant le local, Thiago Monteiro (6-4, 66-7, 6-3), puis se fait battre (2-6, 6-2, 2-6) par le futur champion de Rio, Carlos Alcaraz. Il se rend ensuite à Acapulco en se faisant éliminer d'entrée par Tommy Paul (6-4, 1-5) en abandonnant. 
Il commence sa tournée américaine en participant au premier Masters 1000 de la saison à Indian Wells où il atteint les huitièmes de finale, sa meilleure performance du tournoi californien. Il bat le jeune Danois, Holger Rune (6-3, 4-6, 6-4), Lloyd Harris (6-4, 7-5) puis se fait éliminer en trois manches par Miomir Kecmanović (3-6, 7-65, 4-6). Matteo Berrettini déclare forfait au Masters 1000 de Miami, blessé à la main droite. Il se fait opérer le 29 mars.
Ensuite, il déclare forfait pour tous les Masters 1000 sur terre battue (Monte-Carlo, Madrid et Rome). Quelques semaines plus tard, il déclare également forfait pour Roland-Garros où il avait atteint les quarts de finale l'année précédente.
Il dispute le tournoi de Stuttgart sur gazon pour son retour de blessure. Battant successivement Radu Albot, Lorenzo Sonego, Oscar Otte, puis le Britannique Andy Murray en finale (6-4, 5-7, 6-3), il conquiert son sixième titre, le troisième sur gazon. La semaine suivante, il défend son titre au tournoi du Queen's. Il bat d'abord Daniel Evans (6-3, 6-3), puis le lucky-loser Denis Kudla (3-6, 7-6, 6-4) en près de trois heures. En quarts de finale, il se défait de Tommy Paul (6-4, 6-2), puis de Botic van de Zandschulp (6-4, 6-3), malgré une interruption due à la pluie. En finale, il s'impose contre le Serbe Filip Krajinović (7-5, 6-4). Considéré comme un favori pour le tournoi de Wimbledon, il est cependant testé positif au SARS-CoV-2 au début du tournoi et est contraint de déclarer forfait avant le premier tour.
Il atteint fin octobre pour la première fois de sa carrière la finale d'un tournoi sur dur au tournoi de Naples en battant successivement l'Espagnol Roberto Carballés Baena, le Japonais Taro Daniel et l'Américain Mackenzie McDonald. Il affronte en finale son compatriote Lorenzo Musetti et s'incline (6-7, 2-6).

#### 2023. 1/8 à Wimbledon
Il commence l'année par l'Open d'Australie et s'incline d'entrée contre l'ancien numéro un Andy Murray en cinq sets très accrochés (3-6, 3-6, 6-4, 7-6, 6-7) et alors qu'il a eu une balle de match. C'est la première fois depuis quatre ans qu'il perd au premier tour d'un Grand Chelem. Par la suite, l'italien décide de faire forfait pour la tournée sur terre-battue, notamment Roland-Garros, en évoquant une déchirure au abdominaux.  
Berrettini commence sa saison sur gazon au tournoi de Stuttgart mais est éliminé dès son premier match par son compatriote Lorenzo Sonego (6-1, 6-2). Le tenant du titre quitte le court en larmes et annonce son forfait pour le tournoi du Queen's. 
Début juillet, il retrouve le tournoi de Wimbledon. Affrontant son compatriote Lorenzo Sonego au premier tour, il s'impose (6-7, 6-3, 7-6, 6-3), puis sort deux belles performances en gagnant contre l'Australien Alex de Minaur, spécialiste de gazon (6-3, 6-4, 6-4), et l'Allemand Alexander Zverev, demi-finaliste à Roland Garros (6-3, 7-6, 7-6). Retrouvant la deuxième semaine, il affronte le jeune numéro un mondial Carlos Alcaraz. Malgré le premier set remporté, il doit s'incliner (3-6, 6-3, 6-3, 6-3) contre le futur vainqueur.
Il abandonne face à Arthur Rinderknech au deuxième tour de l'US Open en raison d'une blessure à la cheville droite. En octobre, il change d'entraîneur, Vincenzo Santopadre étant remplacé par Francisco Roig. Sa blessure l'empêche de disputer un match durant le restant de l'année 2023 et le contraint en janvier 2024 à renoncer à disputer l'Open d'Australie.

#### 2024. 3 titres à Marrakech,Gstaad et Kitzbühel en carrière
Matteo Berrettini sort du top 100 du classement ATP en début d'année 2024. Il joue début avril pour l'entrée de la saison sur terre battue le tournoi de Marrakech en n'étant pas tête de série. Il bat facilement au premier tour le Kazakh Alexander Shevchenko (6-2, 6-1), rencontre plus de difficultés contre l'Espagnol Jaume Munar (6-4, 4-6, 6-3) puis écarte son compatriote Lorenzo Sonego (6-3, 7-6). Confronté à une des révélations de la tournée sud-américaine sur ocre Mariano Navone, il renverse son adversaire (6-7, 6-3, 6-2) et parvient alors en finale contre le tenant du titre Roberto Carballés Baena. Sans rencontrer de difficultés majeures, il remporte le match et le titre (7-5, 6-2), gagnant ainsi son huitième titre ATP en carrière, le premier depuis deux ans.
Absent des compétitions à partir de Monte-Carlo en avril où il est battu au premier tour, il effectue son retour en juin à Stuttgart. Il y atteint la finale où il est dominé en trois sets (3-6, 7-6, 6-4) par le Britannique Jack Draper qui gagne ainsi son premier titre. Il avait sorti auparavant le Russe Roman Safiullin, quart de finaliste à Wimbledon l'année précédente (7-6, 5-7, 7-5) au terme d'un gros combat ainsi que l'ancien demi-finaliste du Majeur londonien Denis Shapovalov (6-4, 6-4), invité par les organisateurs. Il avait également éliminé la surprise qualifiée James Duckworth (6-4, 7-5) et son compatriote Lorenzo Musetti (6-4, 6-0) en demi-finale. À Wimbledon, Berrettini est dominé au deuxième tour par son compatriote Jannik Sinner en quatre sets (7-6, 7-6, 2-6, 7-6).
De retour sur terre battue, Berrettini est tête de série numéro 6 à Gstaad. Il domine l'Argentin Pedro Cachín (6-4, 7-6), le Colombien Daniel Elahi Galán (6-4, 6-2) mais surtout l'ancien Top 10 Félix Auger-Aliassime en quart de finale (7-6, 7-6) puis le Grec Stéfanos Tsitsipás (7-6, 7-5), vainqueur à Monte-Carlo avant de remporter le tournoi après son succès contre Quentin Halys (6-3, 6-1) qui dispute sa première finale ATP en carrière. Il remporte alors son neuvième titre ATP en carrière et remonte alors à la 50e place au classement ATP. Il enchaîne aves deux nouvelles victoires en deux tie-breaks chacune contre le Russe Pavel Kotov et la tête de série numéro deux et finaliste à Rome Alejandro Tabilo à Kitzbühel. Continuant sur sa lancée, il ne perd pas une manche face à l'Américain invité Nicolas Moreno de Alboran (7-6, 6-3) et contre l'Allemand Yannick Hanfmann (6-4, 6-4). Il remporte une dixième victoire consécutive en finale contre un adversaire qui n'a jamais remporté de titre ATP, le Français Hugo Gaston (7-5, 6-3) et gagne ainsi son deuxième titre en deux semaines, toujours sans concéder de manches.

#### 2025. Quart de finale à Miami
Il renverse fin mars le Français repêché Hugo Gaston (4-6, 6-3, 6-3) à Miami puis affronte un autre Européen en la personne du Belge Zizou Bergs (6-4, 6-4). Il sort en huitièmes de finale l'Australien Alex de Minaur (6-3, 7-67) pour rallier les quarts de finale pour la première fois en Masters 1000 depuis quatre ans. Opposé au dernier finaliste de l'US Open, Taylor Fritz, il livre une grosse bataille mais s'incline (5-7, 7-67, 5-7) contre le numéro quatre mondial.
Contraint à l'abandon au troisième tour à Rome en raison d'une blessure aux abdominaux, l'Italien est ensuite forfait pour Roland-Garros.

## Caractéristiques
Les points forts de Matteo Berrettini sont son coup droit et son service. Considérant le dur comme sa surface préférée en 2019, c'est sur gazon qu'il obtient ses meilleurs résultats en carrière avec sa finale en Grand Chelem et la moitié de ses titres remportés à la date de juin 2024.

## Palmarès

### Titres en simple messieurs
| No | Date       | Nom et lieu du tournoi              | Catégorie | Dotation    | Surface      | Finaliste               | Score          |          |
| -- | ---------- | ----------------------------------- | --------- | ----------- | ------------ | ----------------------- | -------------- | -------- |
| 1  | 23-07-2018 | J. Safra Sarasin Swiss Open, Gstaad | ATP 250   | 501 345 €   | Terre (ext.) | Roberto Bautista-Agut   | 7-69, 6-4      | Parcours |
| 2  | 22-04-2019 | Hungarian Open, Budapest            | ATP 250   | 524 340 €   | Terre (ext.) | Filip Krajinović        | 4-6, 6-3, 6-1  | Parcours |
| 3  | 10-06-2019 | Mercedes Cup, Stuttgart             | ATP 250   | 679 015 €   | Gazon (ext.) | Félix Auger-Aliassime   | 6-4, 7-611     | Parcours |
| 4  | 19-04-2021 | Serbia Open, Belgrade               | ATP 250   | 650 000 €   | Terre (ext.) | Aslan Karatsev          | 6-1, 3-6, 7-60 | Parcours |
| 5  | 14-06-2021 | Cinch Championships, Londres        | ATP 500   | 1 290 135 € | Gazon (ext.) | Cameron Norrie          | 6-4, 65-7, 6-3 | Parcours |
| 6  | 06-06-2022 | BOSS Open, Stuttgart                | ATP 250   | 692 235 €   | Gazon (ext.) | Andy Murray             | 6-4, 5-7, 6-3  | Parcours |
| 7  | 13-06-2022 | Cinch Championships, Londres        | ATP 500   | 2 134 520 € | Gazon (ext.) | Filip Krajinović        | 7-5, 6-4       | Parcours |
| 8  | 01-04-2024 | Grand Prix Hassan II, Marrakech     | ATP 250   | 579 320 €   | Terre (ext.) | Roberto Carballés Baena | 7-5, 6-2       | Parcours |
| 9  | 15-07-2024 | EFG Swiss Open Gstaad, Gstaad       | ATP 250   | 579 320 €   | Terre (ext.) | Quentin Halys           | 6-3, 6-1       | Parcours |
| 10 | 22-07-2024 | Generali Open, Kitzbühel            | ATP 250   | 579 320 €   | Terre (ext.) | Hugo Gaston             | 7-5, 6-3       | Parcours |

### Finales en simple messieurs
| No | Date       | Nom et lieu du tournoi        | Catégorie    | Dotation     | Surface      | Vainqueur        | Score              |          |
| -- | ---------- | ----------------------------- | ------------ | ------------ | ------------ | ---------------- | ------------------ | -------- |
| 1  | 29-04-2019 | BMW Open by FWU, Munich       | ATP 250      | 524 340 €    | Terre (ext.) | Cristian Garín   | 6-1, 3-6, 7-61     | Parcours |
| 2  | 02-05-2021 | Mutua Madrid Open, Madrid     | Masters 1000 | 2 614 465 €  | Terre (ext.) | Alexander Zverev | 68-7, 6-4, 6-3     | Parcours |
| 3  | 28-06-2021 | The Championships, Wimbledon  | G. Chelem    | 35 016 000 £ | Gazon (ext.) | Novak Djokovic   | 6-7, 6-4, 6-4, 6-3 | Parcours |
| 4  | 18-07-2022 | EFG Swiss Open Gstaad, Gstaad | ATP 250      | 534 555 €    | Terre (ext.) | Casper Ruud      | 4-6, 7-64, 6-2     | Parcours |
| 5  | 17-10-2022 | Tennis Napoli Cup, Naples     | ATP 250      | 612 000 €    | Dur (ext.)   | Lorenzo Musetti  | 7-65, 6-2          | Parcours |
| 6  | 10-06-2024 | BOSS Open, Stuttgart          | ATP 250      | 734 915 €    | Gazon (ext.) | Jack Draper      | 3-6, 7-65, 6-4     | Parcours |

### Titres en double messieurs
| No | Date       | Nom et lieu du tournoi                | Catégorie | Dotation    | Surface      | Partenaire        | Finalistes                    | Score      |          |
| -- | ---------- | ------------------------------------- | --------- | ----------- | ------------ | ----------------- | ----------------------------- | ---------- | -------- |
| 1  | 23-07-2018 | J. Safra Sarasin Swiss Open Gstaad    | ATP 250   | 501 345 €   | Terre (ext.) | Daniele Bracciali | Denys Molchanov Igor Zelenay  | 7-62, 7-65 | Parcours |
| 2  | 17-09-2018 | St. Petersburg Open Saint-Pétersbourg | ATP 250   | 1 175 190 $ | Dur (int.)   | Fabio Fognini     | Roman Jebavý Matwé Middelkoop | 7-66, 7-64 | Parcours |

### Finale en double messieurs
| No | Date       | Nom et lieu du tournoi                | Catégorie | Dotation    | Surface    | Vainqueurs                | Partenaire     | Score            |          |
| -- | ---------- | ------------------------------------- | --------- | ----------- | ---------- | ------------------------- | -------------- | ---------------- | -------- |
| 1  | 16-09-2019 | St. Petersburg Open Saint-Pétersbourg | ATP 250   | 1 180 000 $ | Dur (int.) | Divij Sharan Igor Zelenay | Simone Bolelli | 6-3, 3-6, [10-8] | Parcours |

## Parcours dans les tournois duGrand Chelem

### Finale (1)
| Année | Tournoi   | Adversaire en finale | Score               |
| 2021  | Wimbledon | Novak Djokovic       | 7-64, 4-6, 4-6, 3-6 |

### En simple
| Année | Open d'Australie | Open d'Australie   | Internationaux de France | Internationaux de France | Wimbledon       | Wimbledon       | US Open         | US Open            |
| ----- | ---------------- | ------------------ | ------------------------ | ------------------------ | --------------- | --------------- | --------------- | ------------------ |
| 2018  | 1er tour (1/64)  | Adrian Mannarino   | 3e tour (1/16)           | Dominic Thiem            | 2e tour (1/32)  | Gilles Simon    | 1er tour (1/64) | Denis Kudla        |
| 2019  | 1er tour (1/64)  | Stéfanos Tsitsipás | 2e tour (1/32)           | Casper Ruud              | 1/8 de finale   | Roger Federer   | 1/2 finale      | Rafael Nadal       |
| 2020  | 2e tour (1/32)   | Tennys Sandgren    | 3e tour (1/16)           | Daniel Altmaier          | Annulé          | Annulé          | 1/8 de finale   | Andrey Rublev      |
| 2021  | 1/8 de finale    | Forfait            | 1/4 de finale            | Novak Djokovic           | Finale          | Novak Djokovic  | 1/4 de finale   | Novak Djokovic     |
| 2022  | 1/2 finale       | Rafael Nadal       | —                        | —                        | —               | —               | 1/4 de finale   | Casper Ruud        |
| 2023  | 1er tour (1/64)  | Andy Murray        | —                        | —                        | 1/8 de finale   | Carlos Alcaraz  | 2e tour (1/32)  | Arthur Rinderknech |
| 2024  | —                | —                  | —                        | —                        | 2e tour (1/32)  | Jannik Sinner   | 2e tour (1/32)  | Taylor Fritz       |
| 2025  | 2e tour (1/32)   | Holger Rune        | —                        | —                        | 1er tour (1/64) | Kamil Majchrzak | —               | —                  |

N.B. : à droite du résultat se trouve le nom de l'ultime adversaire.

### En double messieurs
| 2018 | —                                                                                        | —                                                                                    | — | — | 1er tour (1/32) M. Marterer \|\| style="text-align:left;" \| Roman Jebavý Andrés Molteni | 2e tour (1/16) Andreas Seppi \|\| style="text-align:left;" \| Roman Jebavý Andrés Molteni |
| 2019 | 1er tour (1/32) M. Cecchinato \|\| style="text-align:left;" \| D. Molchanov Igor Zelenay | 2e tour (1/16) L. Sonego \|\| style="text-align:left;" \| Guido Pella D. Schwartzman | — | — | —                                                                                        | —                                                                                         |

N.B. : le nom du partenaire se trouve sous le résultat ; les noms des ultimes adversaires se trouvent à droite.

## Parcours auMasters
| Année | Lieu    | Résultat    | Tour | Adversaires                                | Victoire / Défaite | Scores                       |
| ----- | ------- | ----------- | ---- | ------------------------------------------ | ------------------ | ---------------------------- |
| 2019  | Londres | Round Robin | RR   | Novak Djokovic Roger Federer Dominic Thiem | Défaite Victoire   | 1-6, 2-6 62-7, 3-6 7-63, 6-3 |
| 2021  | Turin   | Round Robin | RR   | Alexander Zverev                           | Défaite            | 67-7, 0-1 ab.                |

## Parcours dans lesMasters 1000
| Année | Indian Wells                | Miami                  | Monte-Carlo              | Madrid            | Rome                         | Canada              | Cincinnati              | Shanghai             | Paris                |
| ----- | --------------------------- | ---------------------- | ------------------------ | ----------------- | ---------------------------- | ------------------- | ----------------------- | -------------------- | -------------------- |
| 2017  | —                           | —                      | —                        | —                 | 1er tour F. Fognini          | —                   | —                       | —                    | —                    |
| 2018  | 2e tour D. Medvedev         | —                      | —                        | —                 | 2e tour A. Zverev            | —                   | —                       | —                    | —                    |
| 2019  | 1er tour S. Querrey         | 1er tour H. Hurkacz    | 1er tour G. Dimitrov     | —                 | 1/8 de finale D. Schwartzman | —                   | 1er tour J. I. Londero  | 1/2 finale A. Zverev | 2e tour J.-W. Tsonga |
| 2020  | n.o.                        | n.o.                   | n.o.                     | n.o.              | 1/4 de finale C. Ruud        | n.o.                | 1/8 de finale R. Opelka | n.o.                 | 2e tour M. Giron     |
| 2021  | 3e tour T. Fritz            | —                      | 2e tour A. Davidovich    | Finale A. Zverev  | 1/8 de finale S. Tsitsipás   | —                   | 1/8 de finale F. Auger  | n.o.                 | —                    |
| 2022  | 1/8 de finale M. Kecmanović | —                      | —                        | —                 | —                            | 1er tour P. Carreño | 1er tour F. Tiafoe      | n.o.                 | —                    |
| 2023  | 2e tour T. Daniel           | 2e tour M. McDonald    | 1/8 de finale Forfait    | —                 | —                            | 2e tour J. Sinner   | 1er tour F. Auger       | —                    | —                    |
| 2024  | —                           | 1er tour A. Murray     | 1er tour M. Kecmanović   | —                 | —                            | —                   | 1er tour H. Rune        | 2e tour H. Rune      | 1er tour A. Popyrin  |
| 2025  | 3e tour S. Tsitsipás        | 1/4 de finale T. Fritz | 1/8 de finale L. Musetti | 3e tour J. Draper | 3e tour C. Ruud              | —                   | —                       |                      |                      |

N.B. : sous le résultat se trouve le nom de l’ultime adversaire.

## Confrontations avec ses principaux adversaires
Confrontations lors des différents tournois ATP et en Coupe Davis avec ses principaux adversaires (5 confrontations minimum et avoir été membre du top 10). Classement par pourcentage de victoires. Situation au 22 mai 2025 :
| Joueur                | Meilleur classement | Confrontations | Victoires | Défaites | Pourcentage de victoires | Dernière confrontation                                   |
| --------------------- | ------------------- | -------------- | --------- | -------- | ------------------------ | -------------------------------------------------------- |
| Taylor Fritz          | 4                   | 5              | 0         | 5        | 0                        | défaite (5-7, 7-67, 5-7) au Masters de Miami 2025        |
| Stéfanos Tsitsipás    | 3                   | 6              | 1         | 5        | 16,7                     | défaite (3-6, 3-6) au Masters d'Indian Wells 2025        |
| Novak Djokovic        | 1                   | 5              | 1         | 4        | 20                       | victoire (7-64, 6-2) au tournoi de Doha 2025             |
| Holger Rune           | 4                   | 5              | 1         | 4        | 20                       | défaite (63-7, 6-2, 3-6, 66-7) à l'Open d'Australie 2025 |
| Casper Ruud           | 2                   | 8              | 3         | 5        | 37,5                     | défaite (5-7, 0-2 ab.) au Masters de Rome 2025           |
| Alexander Zverev      | 2                   | 7              | 3         | 4        | 42,9                     | victoire (2-6, 6-3, 7-5) au Masters de Monte-Carlo 2025  |
| Andy Murray           | 1                   | 6              | 3         | 3        | 50                       | défaite (6-4, 3-6, 4-6) au Masters de Miami 2024         |
| Andrey Rublev         | 5                   | 5              | 3         | 2        | 60                       | défaite (6-4, 3-6, 3-6, 3-6) à l'US Open 2020            |
| Dominic Thiem         | 3                   | 6              | 4         | 2        | 66,7                     | victoire (6-1, 6-4) au tournoi de Gstaad 2022            |
| Félix Auger-Aliassime | 6                   | 7              | 5         | 2        | 71,4                     | victoire (7-67, 7-62) au tournoi de Gstaad 2024          |
| Roberto Bautista-Agut | 9                   | 5              | 4         | 1        | 80                       | victoire (6-3, 7-5) à l'ATP Cup 2021                     |
| Karen Khachanov       | 8                   | 5              | 4         | 1        | 80                       | défaite (1-6, 4-6) au tournoi de Vienne 2024             |

## Victoires sur le top 10
Toutes ses victoires sur des joueurs classés dans le top 10 de l'ATP lors de la rencontre.
| Légende                        |
| Grand Chelem                   |
| Masters                        |
| Jeux olympiques                |
| Masters 1000                   |
| ATP 500                        |
| ATP 250                        |
| Coupe Davis ATP Cup United Cup |

| #  | M.B.  | Tournoi     | Année | Surface      | Adversaire            | Rang  | Tour   | Score         |
| -- | ----- | ----------- | ----- | ------------ | --------------------- | ----- | ------ | ------------- |
| 1  | no 33 | Rome        | 2019  | Terre battue | Alexander Zverev      | no 5  | 1/16   | 7-5, 7-5      |
| 2  | no 30 | Stuttgart   | 2019  | Gazon        | Karen Khachanov       | no 9  | 1/8    | 6-4, 6-2      |
| 3  | no 22 | Halle       | 2019  | Gazon        | Karen Khachanov       | no 9  | 1/4    | 6-2, 7-64     |
| 4  | no 13 | Shanghai    | 2019  | Dur          | Roberto Bautista-Agut | no 10 | 1/8    | 7-65, 6-4     |
| 5  | no 13 | Shanghai    | 2019  | Dur          | Dominic Thiem         | no 5  | 1/4    | 7-68, 6-4     |
| 6  | no 8  | Masters     | 2019  | Dur (int.)   | Dominic Thiem         | no 5  | Poules | 7-63, 6-3     |
| 7  | no 10 | ATP Cup     | 2021  | Dur          | Dominic Thiem         | no 3  | Poules | 6-2, 6-4      |
| 8  | no 16 | United Cup  | 2023  | Dur          | Casper Ruud           | no 3  | Poules | 6-4, 6-4      |
| 9  | no 16 | United Cup  | 2023  | Dur          | Hubert Hurkacz        | no 10 | Poules | 6-4, 3-6, 6-3 |
| 10 | no 35 | Doha        | 2025  | Dur          | Novak Djokovic        | no 7  | 1/16   | 7-64, 6-2     |
| 11 | no 34 | Monte-Carlo | 2025  | Terre battue | Alexander Zverev      | no 2  | 1/16   | 2-6, 6-3, 7-5 |

## Classements ATP en fin de saison
| Année          | 2015 | 2016 | 2017 | 2018 | 2019 | 2020 | 2021 | 2022 | 2023 | 2024 |
| Rang en simple | 531  | 433  | 136  | 54   | 8    | 10   | 7    | 16   | 92   | 34   |
| Rang en double | 586  | 726  | 560  | 127  | 208  | 220  | 269  | 831  | –    | –    |

Source : (en) Classements de Matteo Berrettini sur le site officiel de la Fédération internationale de tennis